# Claudia Müller (Regisseurin)

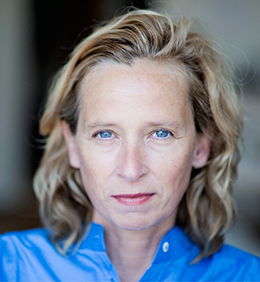
Claudia Müller (2013)

Claudia Müller (* 1964 in Bergneustadt) ist eine deutsche Journalistin und Regisseurin.

## Biografie
Claudia Müller studierte Germanistik, Publizistik und Philosophie in Berlin und arbeitete seit 1988 als freie Fernsehautorin. Nach zahlreichen Magazinbeiträgen über Künstlerinnen, Schriftsteller und Filmemacher wie Peter Greenaway, Ulrike Ottinger oder Jeanine Meerapfel realisierte sie 2000 ihr erstes Fernsehfeature über den Nobelpreisträger Günter Blobel („Die Zelle, die Stadt und das Wandern“). Seit 1999 begleitete sie die Arbeit der amerikanischen Künstlerin Jenny Holzer filmisch über zehn Jahre hinweg. Ihr Film About Jenny Holzer entstand 2009 in Koproduktion mit SWR/Arte und dem Schweizer Fernsehen und ihrer Produktionsfirma „Phlox Films“. In diesen Jahren entstanden auch mehrere Fernsehporträts für die Dokumentationsreihe Mein Leben für ZDF/Arte über Max Raabe, Jim Rakete, Susanne Lothar, Annette Humpe und Hans Neuenfels.
Für die WDR-Dokumentationsreihe Die Besten im Westen realisierte und produzierte sie Filme über Elke Heidenreich und Hape Kerkeling. In der ARD-Reihe Deutschland Deine Künstler lief ihr Porträt über Vicco von Bülow alias Loriot, mit dem sie das letzte Fernsehinterview zwei Jahre vor seinem Tod führte. 2010 drehte sie den Film „Verliebt in die DDR“ über den früh verstorbenen Schriftsteller Ronald M. Schernikau. Für die Arte-Reihe „Kunst und Kultur“ schuf sie ein Porträt der iranisch-amerikanischen Künstlerin Shirin Neshat. Ihre Filme über Künstlerinnen wie Kiki Smith, Katharina Grosse, Valie Export, Helmut Lang, Heidi Bucher entstanden in Ko-Produktion mit Arte, 3sat, ARD und ZDF.
In ihrer fortlaufenden Dokumentationsreihe „Künstlerinnen“ hat Claudia Müller u. a. Katharina Grosse, Annette Messager, Berlinde De Bruyckere, Monica Bonvicini, Tatiana Trouvé und Ursula von Rydingsvard vorgestellt. Mehr als 80 Künstlerinnen aus unterschiedlichen geografischen und kulturellen Kontexten sind in diesem umfassenden Projekt vertreten. Ihre Serie leistet einen Beitrag zur laufenden Debatte über Identität, Geschlecht, Sexualität, Feminismus, weibliche Ästhetik und die Sichtbarkeit von Frauen in der Kunst.
Ihre erste Kino-Dokumentation „Elfriede Jelinek - Die Sprache von der Leine lassen“ wurde mit dem Deutschen Filmpreis für den besten Dokumentarfilm ausgezeichnet, außerdem mit dem FIPRESCI-Preis und dem Deutschen Kamerapreis für den besten Schnitt (Mechthild Barth). Weiterhin wurde der Film für den Österreichischen Filmpreis in drei Kategorien nominiert: Bester Dokumentarfilm, Beste Kamera und Bester Schnitt.
Claudia Müller lebt in Berlin.

## Filmografie (Auswahl)

### Dokumentationen
- 2000: „Die Zelle, die Stadt und das Wandern“ der Nobelpreisträger Günter Blobel
- 2003: „Ganz so leicht muss es auch nicht sein“ Portrait Elke Heidenreich
- 2005: Die Besten im Westen: Hape Kerkeling
- 2007: Jim Rakete – Mein Leben
- 2009: Deutschland, deine Künstler – Vicco von Bülow
- 2009: About Jenny Holzer
- 2009: Susanne Lothar – Mein Leben
- 2010: „Verliebt in die DDR – Ronald M. Schernikau“
- 2010: Annette Humpe – Mein Leben[3]
- 2011: Hans Neuenfels – Mein Leben
- 2011: Art Clash-Kunstserie, 6 Folgen
- 2012: New York, Stadt am Wasser
- 2013: Hoffmanns fabelhafte Welt der Gemüse – 10 Folgen
- 2013: Kiki Smith-Work!
- 2015: Valie Export: Ikone und Rebellin
- 2016: Künstlerinnen kuratieren mit: Jenny Holzer, Kiki Smith, Katharina Grosse, Annette Messager
- 2017: Helmut Lang – Meister der Coolness
- 2018: Künstlerinnen kuratieren mit: Berlinde De Bruyckere, Tatiana Trouvé, Monica Bonvicini, Ursula von Rydingsvard
- 2019: Kunst in der Wüste
- 2020: Think Big! Die Künstlerin Katharina Grosse
- 2021: Heidi Bucher – Transformationen
- 2022: Elfriede Jelinek – Die Sprache von der Leine lassen

## Auszeichnungen
- 2023: Deutscher Filmpreis für Elfriede Jelinek – Die Sprache von der Leine lassen
- 2022: Filmfest München FIPRESCI-Preis für Elfriede Jelinek – Die Sprache von der Leine lassen